# Napa County
Napa County är ett county i den centrala delen av delstaten Kalifornien i USA. År 2010 hade Napa totalt 136 484 invånare. Den administrativa huvudorten (county seat) är Napa. Napa County grundades år 1850.

## Geografi
Enligt United States Census Bureau så har countyt en total area på 2 041 km². 1952 km² av den arean är land och 89 km² är vatten.

### Angränsande countyn
- Solano County, Kalifornien - syd, sydöst
- Sonoma County, Kalifornien - väst
- Lake County, Kalifornien - nord
- Yolo County, Kalifornien - öst

### Städer
- American Canyon
- Angwin
- Calistoga
- Deer Park
- Napa
- St. Helena
- Yountville